# James McTeigue
James McTeigue (29 de diciembre de 1967) es un director de cine australiano. Es reconocido por haber sido el encargado de la dirección de la adaptación cinematográfica de la novela de Alan Moore V for Vendetta, estrenada en 2006. A menudo trabaja con las hermanas Wachowski.

## Biografía

### Primeros años
McTeigue creció en Collaroy Plateau, un suburbio de las Playas Norte en Sídney y posee linaje maorí neozelandés. Estudió en la escuela Cromer High, en Cromer. Completó sus estudios terciarios en la Universidad Charles Sturt, dentro del Campus Wagga Wagga.

### Carrera
Fue asistente de dirección en muchas películas, incluyendo la trilogía de Matrix y Star Wars Episodio II: El Ataque de los Clones. McTeigue se hizo famoso por su debut como director en su película de 2006 titulada V for Vendetta, la cual es una adaptación de la novela gráfica homónima de Alan Moore. Posteriormente llegarían otras obras como Ninja Assassin en 2009.

## Filmografía

### Director
| Año  | Título               | Notas                          |
| ---- | -------------------- | ------------------------------ |
| 2006 | V for Vendetta       | Debut como director            |
| 2007 | The Invasion         | Algunas escenas, no acreditado |
| 2009 | Ninja Assassin       |                                |
| 2012 | The Raven            |                                |
| 2014 | Caserta Palace Dream | Cortometraje                   |
| 2015 | Survivor             |                                |

### Ayudante de dirección
| Año  | Título                                         | Notas |
| ---- | ---------------------------------------------- | ----- |
| 1999 | The Matrix                                     |       |
| 2002 | Star Wars Episodio II: El Ataque de los Clones |       |
| 2003 | The Matrix Reloaded                            |       |
| 2003 | The Matrix Revolutions                         |       |